# كريغتون ليلاند روبرتسون
كريغتون ليلاند روبرتسون (بالإنجليزية: Creighton Leland Robertson)‏ هو محامي أمريكي، ولد في 6 مارس 1944، وتوفي في 24 أكتوبر 2014.